# Ichneumon maculatorius
Ichneumon maculatorius är en stekelart som beskrevs av Müller 1776. Ichneumon maculatorius ingår i släktet Ichneumon och familjen brokparasitsteklar. Inga underarter finns listade i Catalogue of Life.